# Labrundinia neopilosella
Labrundinia neopilosella är en tvåvingeart som beskrevs av Beck 1966. Labrundinia neopilosella ingår i släktet Labrundinia och familjen fjädermyggor. Inga underarter finns listade i Catalogue of Life.